# استیون ام. واینرب
استیون ام. واینرب (انگلیسی: Steven M. Weinreb؛ زادهٔ ۱۰ مهٔ ۱۹۴۱) شیمیدان اهل ایالات متحده آمریکا است. واکنش سنتز کتون واینرب در شیمی آلی به افتخار وی نامگذاری شده‌است.